# Leptospermum riparium
Leptospermum riparium là một loài thực vật có hoa trong Họ Đào kim nương. Loài này được D.I.Morris mô tả khoa học đầu tiên năm 1974.